# Barrage de Nisramont
 (juillet 2021).
Si vous disposez d'ouvrages ou d'articles de référence ou si vous connaissez des sites web de qualité traitant du thème abordé ici, merci de compléter l'article en donnant les références utiles à sa vérifiabilité et en les liant à la section « Notes et références ».
Le barrage de Nisramont appelé aussi barrage de l'Ourthe est un barrage hydraulique belge situé sur les communes de La Roche-en-Ardenne et de Houffalize en province de Luxembourg. Il se trouve à deux kilomètres en aval du confluent des deux Ourthe (l'Ourthe occidentale et l'Ourthe orientale) près du village de Nisramont.

## Histoire
Le projet d'ériger un barrage dans cette région date de 1872 mais cette idée resta à cette époque sans suite. La construction du barrage actuel débuta en 1953 pour se terminer en 1958. Un bâtiment de traitement des résidus a été ajouté en 1985.

## Aspects techniques
Le barrage mesure 116 mètres de long pour une hauteur de 16 mètres. Le lac de retenue a un volume de 3 millions de m³. Il forme le lac de Nisramont en épousant les méandres de l'Ourthe puis des Ourthe occidentale et orientale en amont de leur confluent. La fonction de ce barrage est l'alimentation en eau potable des communes du plateau de Bastogne ainsi que des bassins de l'Ourthe et de l'Aisne. Une centrale électrique produit l'énergie nécessaire au fonctionnement du barrage, des bâtiments connexes et à l'éclairage du site.

## Tourisme
Dans cette nature ardennaise préservée, un sentier de 14 kilomètres fait le tour du lac en franchissant les deux pré-barrages. Ce sentier de difficulté moyenne est pourvu d'aires et de tables pour barbecue et pique-nique. À côté du barrage, un support audiovisuel explique le fonctionnement et l'utilité de l'ouvrage. Si le sentier est renseigné comme étant de 14 km, les locaux et les touristes l'ayant déjà fait disent qu'il en fait 20.
La propreté des lieux est entretenue chaque année bénévolement par les kayakistes de la région avec l'aide de la commune de Houffalize afin d'accueillir le public dans un cadre magnifique et propre.
La pêche et la navigation sont autorisées mais très réglementées, se renseigner est conseillé.
Des locations de kayak sont organisées au barrage tout au long de l'été, dans les règles de la réglementation. Le bras sur lequel se trouve le barrage fait 2,5 km de long, il y a encore la possibilité de remonter le bras de chacune des Ourthes sur une distance moindre. Au confluent se trouve Le Centre Adeps Lès Deus Outes, mais, si son ponton est accessible de l'eau, les moniteurs locaux ont parfois besoin de revendiquer leur droit sur la propriété privée et d'écourter les pauses à cet endroit pour des raisons techniques.
Le sentier de grande randonnée 57 venant de La Roche-en-Ardenne passe à côté du barrage avant de rejoindre Houffalize.

## Tournage
En aout 2013, l'équipe du film "Nous quatre" installe ses caméras durant deux jours avec notamment le comédien liégeois Didier Boclinville.

## Sources et liens externes
- https://web.archive.org/web/20090809124310/http://www.herlinval.be/Dossier/Barrage_de_Nisramont.htm
- Site des Archives régionales de Wallonie. Travaux sur le barrage de Nisramont. Photographies de 1993.
- Site des Archives régionales de Wallonie. Barrage de Nisramont. Photographies de l’intérieur et de l’extérieur des installations.  Photos de 1997.